# Пётр Галатийский, Антиохийский
Пётр Галатийский, Антиохийский (Пётр Молчальник, Пётр Столпник; др.-греч. Πέτρος; середина IV века — V век) — христианский подвижник, сирийский пустынник, преподобный.
Сведения о жизни Петра сообщает Феодорит Кирский в 9-й главе книги «История боголюбцев». Пётр родился в Понте, в Галатии. Он жил вместе с родителями, которые его воспитывали, только до семи лет. После этого он выбрал путь монашества. Вначале он жил и подвизался как инок в Галатии, а затем он отправился в Палестину посмотреть святые места. После этого он пришёл в Антиохию и решил в ней поселиться. Местом своего жительства Пётр выбрал чужую гробницу. В гробнице наверху было помещение, сколоченное из досок, в которое по лестнице могли подниматься все желающие. Затворившись, Пётр прожил в этом помещении очень долгое время, употребляя холодную воду и питаясь одним хлебом, и то не каждый день, а через день. Будучи ребёнком, Феодорит посещал подвижника. Мать Феодорита дозволяла ему раз в неделю принимать от него благословение. Пётр сажал Феодорита на колени, кормил виноградными ягодами и хлебом. Феодорит описывает различные чудотворения, совершённые Петром. Пётр исцелил бесноватого Даниила, после этого по просьбе Даниила принял его в услужение. Пётр вылечил больной глаз будущей матери Феодорита, когда перекрестил его. Будущая мать Феодорита была богатой женщиной и была подвержена страсти к щегольству — она тогда носила серьги, ожерелье и прочие золотые украшения и была облачена в пёстрые одежды. Пётр сумел убедить женщину не искажать образа Божия и не носить подобные ненужные вещи. Пётр исцелил бесноватого раба-повара, принадлежащего матери Феодорита. Пётр исцелил бесноватого земледельца, приведённого к нему бабушкой по матери Феодорита. Подвижник поразил слепотой похотливого и жестокого бывшего стратега, который охотился за одной девушкой; а эту девушку, которая спустя некоторое время заболела раком, исцелил. Пётр спас от смерти при помощи молитвы мать Феодорита, когда последняя рожала Феодорита. Семья Феодорита получила от него пояс, который исцелял болезни, когда его прикладывали на больные места. Пётр прожил до глубокой старости и умер в возрасте 99 лет.
В Прологах, житиях и календарях Петра называют «молчальник», на самом деле подвижник не принимал обет безмолвия и в собственном смысле слова не был молчальником. Название «молчальник» является следствием неточного перевода слова др.-греч. «Ἡσυχαστὴς» по смыслу, «молчальник» это всего лишь одно из значений этого слова. Другие, более подходящие значения этого слова по смыслу: «спокойный», «тихий», «мирный», «уединённый». На английский язык слово «Ἡσυχαστὴς» переведено как англ. Hermit — «отшельник», «пустынник».